# Charles Alexandre Lesueur
Pour les articles homonymes, voir Lesueur.
Charles-Alexandre Lesueur, né le 1er janvier 1778 au Havre et mort le 12 décembre 1846 à Sainte-Adresse, est un naturaliste, artiste et explorateur français.

## Biographie

### Origines et jeunesse
Son père Jean-Baptiste Denis travaille à l’Amirauté du Havre, sa mère Charlotte Thieullent est fille d'un capitaine de navire. Il étudie au collège du Havre, sa passion pour le dessin et les sciences naturelles semblent être plus ou moins autodidactes. Son grand-père travaille également pour l’Amirauté. De 1797 à 1799, il est sous-officier dans la garde nationale du Havre.

### Voyage aux Terres australes
À partir d'octobre 1800, il participe à l'expédition Baudin (1754-1803) en Australie, mais les membres de la partie artistique et naturaliste sont déjà recrutés et il n’obtient qu’une place d’aide-canonnier sur le navire Le Géographe. Le capitaine Nicolas Baudin connaît ses talents de dessinateur et l'emploie pour illustrer le livre de bord. Très vite, ses capacités d’artiste et de naturaliste lui permettent de rejoindre l’équipe scientifique. Il devient dessinateur officiel de l'expédition à partir de l'escale de l'Île de France. Avec François Péron (1775-1810), il endosse la fonction de naturaliste après la mort du zoologiste de l'expédition, René Maugé de Cely. Ils collectionnent ensemble plus de 180 000 spécimens zoologiques dont près de 2 500 espèces jusqu'alors inconnues. Son nom est donné au Cap Lesueur, au Mont Lesueur (et au parc national du même nom) et à l'île Lesueur, en Australie-Occidentale. Il rapporte également de nombreuses observations sur la faune et la flore de l'île Maurice (île de France à l'époque).
De retour à Paris, il participe à la publication du Voyage de découvertes aux Terres australes dont il fait les illustrations et accompagne François Péron à Nice et Cérilly dans les derniers temps de sa maladie. À sa mort, François Péron lui lègue tous ses manuscrits qu'il s'emploie à publier. Il est déçu parce que Louis de Freycinet est chargé de la publication du tome II du Voyage dont le texte avait été préparé par François Péron.

### Voyage aux États-Unis et retour en France

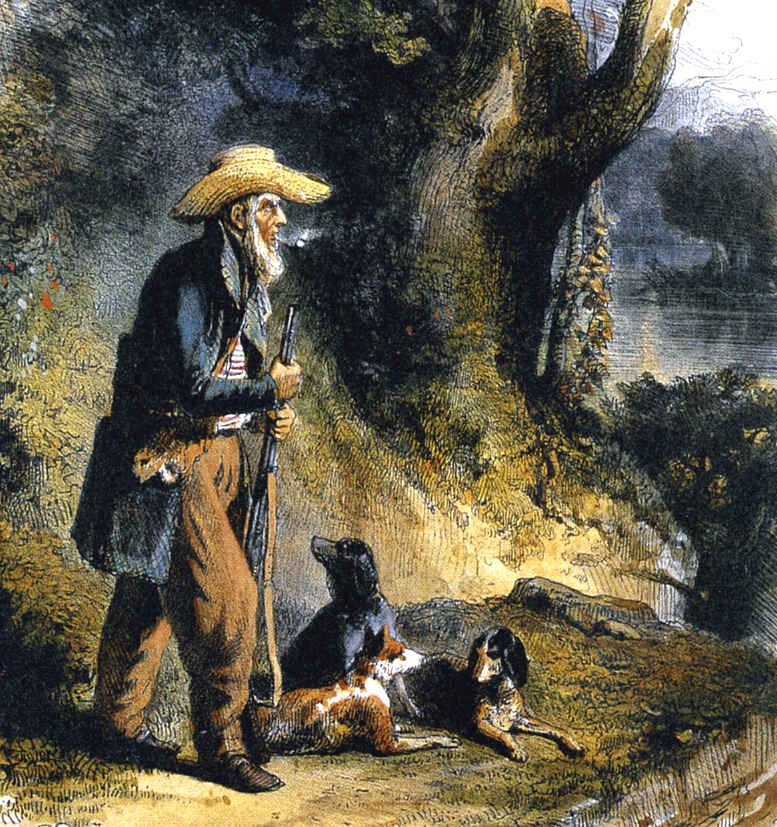
Charles Alexandre Lesueur à New Harmony, Indiana (1832-1834), par Karl Bodmer.

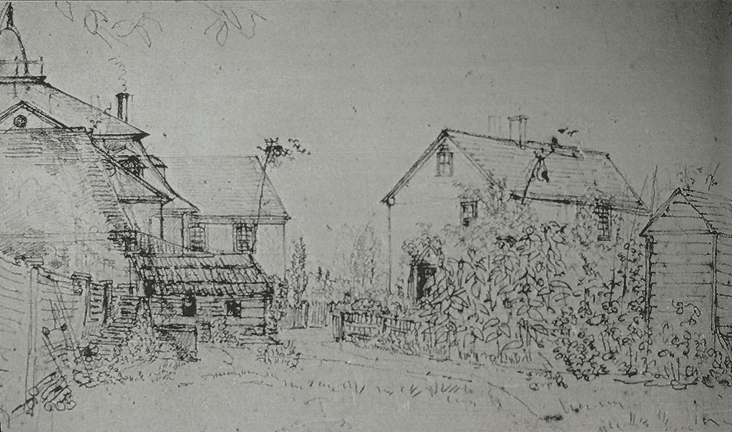
New Harmony, Indiana, USA 1831. Esquisse par Charles Alexandre Lesueur.

En novembre 1815, embauché comme  dessinateur par le géologue William Maclure, ils quittent la France pour la Grande-Bretagne, puis les Caraïbes et enfin les États-Unis où ils arriveront en mai 1816. Cette même année Lesueur s'installe à Philadelphie où il entre en lien avec d'autres savants. Il effectue des expéditions dans le pays, principalement géologiques et zoologiques. C'est à cette époque qu'il se lie d'amitié avec le zoologiste Jean-Jacques Audubon. 
À partir de 1825, il entreprend plusieurs explorations du Mississippi et il en profite pour expédier de nombreux échantillons à Paris, au Muséum national d'histoire naturelle, dont il est membre correspondant et duquel il touche une pension.
Introduit dans la communauté par Maclure, il part en 1826 pour la colonie utopiste de New Harmony où il aura pour tâche de constituer une collection d'histoire naturelle pour l'éducation des enfants.
Il revient en France en 1837 et s'installe à Sainte-Adresse près du Havre. Il reprend ses études sur la géologie et la paléontologie de la région havraise qu'il avait initiées en 1814 avant son départ pour les États-Unis. En 1838, il fait don à la ville du Havre d'une partie de ses collections en vue de la création du muséum d'histoire naturelle. En 1845, il devient conservateur de ce musée, mais n'a guère le temps d'exercer ses fonctions puisqu'il meurt le 12 décembre 1846, à Sainte-Adresse. 
Il est inhumé à Sainte-Adresse.

## Dans la Culture populaire
Charles-Alexandre Lesueur est le héros d'une série en bande dessinée : Alex l'explorateur, par Hervé Chabannes, Ritsert Rinsma et Yves Boistelle, dont le premier tome, La Malédiction du serpent; est sorti en 2007 aux éditions du Havre de Grâce ( (ISBN 978-2-9525349-8-7). 
Il est aussi au centre du film documentaire Les immortels de Tasmanie (2021), réalisé par Pierre-Marie Hubert et consacré à l'expédition Baudin.